# Little Muskingum
La Little Muskingum est une rivière américaine d'une longueur de 105 km qui coule dans l’État de l'Ohio. Elle est un affluent de l'Ohio dans le bassin du Mississippi.

## Source de la traduction
- (de) Cet article est partiellement ou en totalité issu de l’article de Wikipédia en allemand intitulé « Little Muskingum River » (voir la liste des auteurs).